# Maria Tyszkiewicz
Maria Tyszkiewicz (ur. 19 kwietnia 1991 w Warszawie) – polska piosenkarka, aktorka musicalowa, autorka tekstów, kompozytorka. 

## Życiorys
Jest absolwentką Państwowej Szkoły Muzycznej I st. nr 3 im. Juliusza Zarębskiego w Warszawie, w klasie fortepianu. Studiowała w Warszawskiej Szkole Reklamy i montaż filmowy na Akademii Filmu i Telewizji w Warszawie.  
W wieku trzech lat zaczęła pojawiać się w programie TVP1 Domowe przedszkole, w którym występowała przez kolejne dwa lata. W 2007 została dostrzeżona na obozie taneczno-aktorskim organizowanym przez Studio Buffo, po którym przyjęła propozycję występów w spektaklach teatru. Wystąpiła we wszystkich produkcjach reżyserowanych przez Janusza Józefowicza, m.in. zagrała tytułową rolę w musicalu Romeo i Julia oraz została obsadzona w sztukach: Metro, Piotruś Pan i Polita. Śpiewała w widowiskach Studia Buffo: Wieczór latynoski, Wieczór amerykański, Wieczór francuski, Wieczór włoski, Wieczór brytyjski, Wieczór rosyjski, Wieczór japoński, Hity Buffo, Ukochany Kraj..., Tyle miłości, Karuzela marzeń i 100 lat polskiej piosenki. Razem z zespołem teatru występowała na scenach teatralnych w Stanach Zjednoczonych, Korei Południowej i Niemczech oraz brała udział w programach telewizyjnych: Przebojowa noc, Złota sobota i Jaka to melodia?.
Zwyciężyła w finale szóstej edycji programu rozrywkowego Polsatu Twoja twarz brzmi znajomo (2016) i zajęła czwarte miejsce w finale mistrzowskiej edycji programu – Twoja twarz brzmi znajomo. Najlepsi (2024).
W czerwcu 2020 nakładem wytwórni Fonobo wydała debiutancki album pt. Ufam sobie. W tym samym roku zaśpiewała utwory umieszczone na płytach: Młodzi Osieckiej, Osiecka w telewizji i Jesienne dziewczyny, a także została obsadzona w głównej rolę (Vivian Ward) w spektaklu Pretty Woman — The Musical (reż. Wojciech Kościelniak) w Krakowskim Teatrze Variété oraz w spektaklu Variete's Great Revue. Współpracuje z Krakowskim Teatrem STU, grając w spektaklach w reż. Krzysztofa Jasińskiego: Songi Stu i Zwierciadło w zwierciadle. Labirynt. Od 2023 występuje w zespole Teatru Muzycznego „Roma”. Zagrała w nim główną rolę (Scaramouche) w musicalu We Will Rock You, a aktualnie występuje jako Susan w musicalu tik, tik... BUM! , za co zwyciężyła w drugiej edycji Ogólnopolskiego Plebiscytu Musicalowych Premier Sezonu w kategorii aktorka drugoplanowa, a także jako Elfaba w musicalu Wicked (wszystkie spektakle w reż. Wojciecha Kępczyńskiego).

## Spektakle teatralne
- Studio Buffo
  - "Romeo i Julia" – Julia Capuletti (2007-2017), Pani Capuletti (od 2017-2020)
  - "Metro" (2007-2020)
  - "Polita" - Marion Davis (2011-2020)
  - "Piotruś Pan" - Pani Darling/dorosła Wendy (2015-2020)
  - "100 lat polskiej piosenki"
  - "Ukochany Kraj"
  - "Tyle miłości"
  - Wieczór latynoski, Wieczór amerykański, Wieczór francuski, Wieczór włoski, Wieczór brytyjski, Wieczór rosyjski, Wieczór japoński

- Teatr Muzyczny „Roma”
  - "We Will Rock You" reż. W. Kępczyński - Scaramouche
  - "tik, tik...BUM!" reż W. Kępczyński - Susan
  - "Wicked" reż W. Kępczyński - Elfaba

- Krakowski Teatr Variété
  - "Pretty Woman" reż W. Kościelniak - Vivian Ward
  - "Variete's Great Revue" reż. K. Tyszko i E. Adamska-Porczyk - Diva

- Krakowski Teatr Scena STU
  - "Songi STU" reż. K. Jasiński
  - "Zwierciadło w zwierciadle. Labirynt" reż. K. Jasiński

## Dyskografia
Albumy studyjne
- Ufam sobie (2020)

## Programy telewizyjne
- 1994: Domowe przedszkole
- Jaka to melodia? (TVP1) – solistka programu
- 2007: Przebojowa noc (TVP1) – solistka programu
- 2008: Złota sobota (TVP1) – solistka programu
- 2016: Twoja twarz brzmi znajomo (Polsat) – zwyciężczyni 6. edycji
- 2017: Familiada (TVP2) – uczestniczka teleturnieju
- 2024: Twoja twarz brzmi znajomo. Najlepsi – uczestniczka programu

## Dubbing
Filmy
- 2018: Jak zostać czarodziejem
- 2018: The Quake. Trzęsienie ziemi – Ingrid
- 2019: Paskudy. Uglydolls – Majka

Seriale
- 2017: Jedenastka – Silvia (odc. 46-47, 59, 60, 75, 80, 85-90, 93, 94, 100-106, 111-118, 134)
- 2017-2020: Zaplątani: Serial / Zaplątane przygody Roszpunki – Kobieta (odc. 3-4)
- 2018: "Pinky Malinky" – (Zuzia, Dyzia, Aminder, Perry, Prezenterka wiadomości, Kim, Sydney)
- 2018: "Zmiksowana Kally" Mara (odc. 211, 225, 226, 229, 230, 224, 227, 228, 239, 241, 242, 243, 244, 245)
- 2019: "Pomagadła"
- 2020: "Rainbow High" – Daria Roselyn (odc. 19, 27, 31, 34), Laurel De'Vious (odc. 19, 31, 33, 38),Hali Capri (odc. 34)
- 2021: "Gofcia i Mochi "– Pomidor (odc. 1)
- 2021: "Pełzaki" - Tabita
- 2022: "Bąbelkowy świat Głupików"
- 2023: "High School Musical: serial"
- 2023: "Wielkie Przygody Małego Rekina"
- 2023: "Wszyscy razem śladem Blue"
- 2023: "Harry Potter Magiczne Chwile Filmowe"
- 2023: "Tajna inwazja "– G’iah

Słuchowiska
- 2019: O ślimaku Marcelu i Szufladkach – Zając Ptysiek